# TSG Ober-Eschbach
Die Turn- und Sportgemeinde Ober-Eschbach 1898 e. V. ist ein deutscher Verein aus dem Bad Homburger Stadtteil Ober-Eschbach.

## Geschichte
1898 wurde der Verein zunächst als reiner „Turnverein Ober-Eschbach“ gegründet. Im Jahr 1926 kam die Handballabteilung dazu, 1958 vergrößerte sich der Verein um die Tischtennisabteilung, 1973 kam die Schützenabteilung hinzu und als bisher jüngste Abteilung folgte 1985 die Kickboxabteilung. Mit diesen fünf Abteilungen werden konstant mehr als 15 Sportarten betrieben, darunter auch aktuelle Trendsports wie z. B. Nordic Walking, Pilates, Yoga oder Yogalates.

## Verein
Die TSG Ober-Eschbach 1898 e. V. hat rund 1.250 Mitglieder und zählt somit zu den größten Vereinen Bad Homburgs. Im Stadtteil Ober-Eschbach ist die TSG mit Abstand der größte Verein.

## Sport
Die sportlichen Aktivitäten finden in der vereinseigenen Turnhalle in der Ober-Eschbacher-Straße 30, in der Albin-Göhring-Halle am Massenheimer Weg sowie auf dem angrenzenden Sportplatz statt.
Die Frauenmannschaft des Handballvereins nahm bis 2008 an der 2. Handball-Bundesliga Süd teil. Anschließend spielte man in der Regionalliga Südwest. In der Saison 2013/14 trat die Mannschaft nochmals in der 2. Bundesliga an. Ab 2014 spielte Ober-Eschbach in der 3. Liga. Zu Beginn der Saison 2020/21 wurde die Frauenmannschaft vom aktiven Spielbetrieb abgemeldet. Die Sportstätte für Heimspiele war die Albin-Göhring-Halle, die Ende 2020 abgerissen wurde.